# MY PRAYER
「MY PRAYER」（マイ・プレイヤー）は、THE RAMPAGE from EXILE TRIBEの13枚目のシングル。2020年12月9日にrhythm zoneから発売。

## 概要
前作「FEARS」から約3カ月振りのシングル。

## 収録曲

### CD
1. MY PRAYER [3:37]
作詞：和田昌哉、作曲：和田昌哉・AILI
  - ABEMA『恋する♥週末ホームステイ 2020 September』主題歌[3]
2. ESCAPE [3:31]
作詞：AMBASS、作曲：SKY BEATZ・CHRIS HOPE・J FAITH
3. BAD LUV [3:51]
作詞：AMBASS、作曲：MARIA MARCUS・ANDREW CHOI
4. MY PRAYER (Instrumental)
5. ESCAPE (Instrumental)
6. BAD LUV (Instrumental)

### DVD
- MY PRAYER (MUSIC VIDEO)

## MY PRAYER - From THE FIRST TAKE
「MY PRAYER - From THE FIRST TAKE」は、THE RAMPAGE from EXILE TRIBEの楽曲。配信限定シングルとして2022年4月25日にリリースされた。
本曲は、2022年1月21日に出演したYouTubeチャンネル『THE FIRST TAKE』の歌唱音源である。